# Reinhardtsgrimma
Reinhardtsgrimma är en Ortsteil i Glashütte i Sachsen, Tyskland.
Reinhardtsgrimma består av ortsteile: Reinhardtsgrimma, Cunnersdorf, Hausdorf, Hermsdorf, Hirschbach, Niederfrauendorf och Oberfrauendorf. Angränsande gemeinden är Dippoldiswalde, Kreischa och Schmiedeberg.
Reinhardtsgrimma har en vänort i Chrząstowice i Polen.